# Хольм, Один Тьяго
О́дин Тья́го Хольм (норв. Odin Thiago Holm; родился 18 января 2003) — норвежский футболист, полузащитник шотландского клуба «Селтик», выступающий на правах аренды за клуб MLS «Лос-Анджелес».

## Клубная карьера
Уроженец Тронхейма, Один выступал за молодёжные команды «Каттем», «Трюгг / Ладе», «Хеймдаль» и «Ранхейм». В январе 2019 года стал игроком клуба «Волеренга». В основном составе «Волеренги» дебютировал 1 декабря 2019 года в матче Элитесериен (высшем дивизионе чемпионата Норвегии) против «Мьёндалена».
В июле 2023 года подписал пятилетний контракт с шотландским клубом «Селтик».
13 января 2025 года был арендован американским клубом «Лос-Анджелес» до конца сезона 2025 в MLS. Пропустив начало сезона из-за травмы, за «Лос-Анджелес» дебютировал 22 марта 2025 года в матче пятого игрового дня против «Спортинга Канзас-Сити», выйдя на замену в конце второго тайма вместо Нейтана Ордаса.

## Карьера в сборной
Выступал за сборные Норвегии до 15, до 16, до 17, до 18, до 19 и до 20 лет.

## Личная жизнь
Один с детства болел за «Барселону» и за её экс-игрока Тьяго Алькантару. В честь последнего он попросил у родителей разрешения добавить «Тьяго» в качестве своего второго имени, и «после долгих уговоров» родители дали согласие. После чего были внесены изменения в его документы, и он официально получил новое имя — «Один Тьяго Хольм».